# النظيم (سباح)

تعديل مصدري - تعديل

النظيم هي إحدى قرى عزلة سباح بمديرية سباح التابعة لمحافظة أبين، بلغ تعداد سكانها 101 نسمة حسب تعداد اليمن لعام 2004.